# Stenellipsis fuscomarmorata
Stenellipsis fuscomarmorata là một loài bọ cánh cứng trong họ Cerambycidae.